# DHCP intruso
Um DHCP intruso é um servidor DHCP em uma rede de computadores que não está sobre o controle administrativo dos responsáveis pela rede.  Ele é um dispositivo de rede, como um modem ou um roteador, conectado à rede por um usuário que não esteja ciente das consequências ou que esteja utilizando-o conscientemente para executar ataques à rede, como o ataque man-in-the-middle.
Quando um dispositivo se conecta em uma rede e solicita uma configuração através do protocolo DHCP, tanto o servidor DHCP legítimo quanto o DHCP intruso oferecerão um endereço IP, assim como um endereço de rota padrão, servidores DNS, entre outros. Se a configuração oferecida pelo DHCP intruso for diferente do servidor legítimo, os clientes que aceitarem aquela configuração podem experimentar problemas no acesso à rede, como a impossibilidade de acessar outros dispositivos devido à configuração incorreta. Além disso, se o DHCP intruso fornecer como rota padrão (gateway) o endereço de uma máquina controlada por um usuário malicioso, é possível que este usuário tenha acesso aos dados enviados pelos clientes para outros computadores, violando a segurança da rede e comprometendo a privacidade do usuário.
Servidores DHCP intrusos podem ser evitados por meio de sistemas de detecção de intrusos, assim como por alguns comutadores gerenciáveis, que podem ser configurados para descartar pacotes DHCP que não sejam originados do servidor legítimo.